# Michèle Marian
Michèle Marian, eigentlich Michèle Kmieczak (* 7. April 1963 in Ost-Berlin) ist eine deutsche Schauspielerin.

## Leben
Marians Vater ist der Regisseur, Autor und Schauspieler Edwin Marian. Er war unter anderem an der Berliner Volksbühne in Ost-Berlin engagiert und nahm seine Tochter früh mit ins Theater. Marian hatte einen ihrer ersten Fernsehauftritte in Gelb ist nicht nur die Farbe der Sonne, einem Ableger der Kriminalfilmreihe Polizeiruf 110. Ihre zunächst begonnene Hebammenausbildung brach sie ab, um sich ganz auf ihre Schauspielkarriere zu konzentrieren. Ihre Schauspielausbildung absolvierte sie von 1978 bis 1981 an der Schauspielschule Berlin, heute Hochschule für Schauspielkunst Ernst Busch.
Michèle Marian ist seit 1983 mit dem Musiker Axel Donner verheiratet. Sie hat drei Kinder und eine Schwester.

## Filmografie (Auswahl)
- 1979: Gelb ist nicht nur die Farbe der Sonne (TV)
- 1979: Bis daß der Tod euch scheidet
- 1983: Automärchen
- 1983: Der Staatsanwalt hat das Wort: Ein gefährlicher Fund (Fernsehreihe)
- 1984: Die vertauschte Königin
- 1984: Polizeiruf 110: Draußen am See (Fernsehreihe)
- 1984: Der Lude
- 1984: Familie intakt (TV)
- 1985: Polizeiruf 110: Treibnetz
- 1991: Derrick, Folge 201: Der Tote spielt fast keine Rolle (TV-Serie)
- 1991: Peter Strohm (TV-Serie)
- 1991: Letzte Liebe (Fernsehfilm)
- 1991: Praxis Bülowbogen, Folge: Inselträume (TV-Serie)
- 1991: Farßmann oder Zu Fuß in die Sackgasse
- 1992: Zorc – Mann ohne Grenzen (TV-Serie)
- 1992: Derrick, Folge 210: Die Festmenüs des Herrn Borgelt (TV-Serie)
- 1992: Der Millionenerbe
- 1993: Lutz und Hardy
- 1993: Der Alte – Folge 181: Der Tod kam zweimal
- 1993: Der Alte – Folge 183: Korruption
- 1993–1996: Wie Pech und Schwefel
- 1994: Im Zweifel für…
- 1996: Napoleon Fritz
- 1996: Derrick, Folge 258: Frühstückt Babette mit einem Mörder? (TV-Serie)
- 1994–2000: Der Havelkaiser (TV-Serie)
- 1997–2000: Dr. Sommerfeld – Neues vom Bülowbogen (TV-Serie)
- 1999: Dr. Stefan Frank – Der Arzt, dem die Frauen vertrauen – Ein himmlisches Lächeln
- 2000: Ein Fall für zwei, Folge: Frühlings Erwachen (TV-Serie)
- 2000: Tatort: Totenmesse (TV-Reihe)
- 2001: Der Alte, Folge: Mord auf Bestellung (TV-Serie)
- 2001: Herzensfeinde (TV)
- 2002: Der Alte, Folge: Es war Mord (TV-Serie)
- 2002: In aller Freundschaft (TV-Serie)
- 2002: Siska, Folge 28: Der Tode im Asphalt (TV-Serie)
- 2003: Der Alte, Folge: Todfeinde (TV-Serie)
- 2003: Für alle Fälle Stefanie (TV-Serie)
- 2003: Im Namen des Herren
- 2004: Der Alte, Folge: Plötzlich und unerwartet (TV-Serie)
- 2004: Siska, Folge 61: Schlangengrube (TV-Serie)
- 2004: Unser Charly (TV-Serie)
- 2004: Stubbe – Von Fall zu Fall, Folge: Nina
- 2004: Siska, Folge 65: Im Falle meines Todes (TV-Serie)
- 2005: Die Rosenheim-Cops, Folge: Der Preußenschreck (TV-Serie)
- 2005: Siska, Folge 75: Dunkler Wahn (TV-Serie)
- 2006–2007: Wege zum Glück
- 2009: Schicksalstage in Bangkok
- 2010: Der Staatsanwalt, Folge: Lass die Toten ruhen (TV-Serie)

## Theater
- 1988: Michael Frayn: Der nackte Wahnsinn – Regie: Carl-Hermann Risse (Theater im Palast)

## Hörspiele
1985: Franz Fühmann: Das blaue Licht (Prinzessin) – Regie: Barbara Plensat (Fantasy, Märchen für Erwachsene – Rundfunk der DDR)